# Podunavlje (Bilje)
Podunavlje (mađ. Dunaipuszta, srp. Подунавље), naselje (pustara) u Općini Bilje, Osječko-baranjska županija. 

## Zemljopisni položaj
Podunavlje je smješteno u Podunavskom ritu u Baranji, u mikroregiji Dravsko-dunavskih ritova Istočnohrvatske ravnice. Udaljeno je 7 km sjeveroistočno od općinskog sjedišta Bilja i 14 km sjeveroistočno od Osijeka. Leži na nadmorskoj visini od 80 m. Nalazi se na županijskoj cesti Ž4056 (Lug /Ž4042/ - Kozjak - Kopačevo - Ž4042).

## Stanovništvo
Na popisima stanovništva podaci za Podunavlje bili su uključeni u podatke za naselje Bilje 1880, 1890. i 1931. godine, a u podatke za naselje Vardarac 1921. godine. Na ostalim popisima iskazani su posebno: 19 (1900.), 125 (1910.), 495 (1948.), 317 (1953.), 348 (1961.), 286 (1971.), 2 (2001.) i 1 (2011.).
| broj stanovnika |       |       |       |       | 19    | 125   |       |       | 495   | 317   | 348   | 286   | 43    | 2     | 2     | 1     | 1     |
|                 | 1857. | 1869. | 1880. | 1890. | 1900. | 1910. | 1921. | 1931. | 1948. | 1953. | 1961. | 1971. | 1981. | 1991. | 2001. | 2011. | 2021. |

## Povijest
Od 1880. do 1890. godine i od 1931. do 1991. Podunavlje je bilo zaselak naselja Vardarca, godine 1921. zaselak naselja Bilje, a od 1991. je samostalno naselje.

## Gospodarstvo
Gospodarsku osnovu Podunavlja čine ratarstvo, stočarstvo, peradarstvo, ribarstvo (ribogojilište) i ugostiteljstvo.

## Znamenitosti
Podunavlje pripada Župi Bezgrešnoga začeća Blažene Djevice Marije iz Bilja, Baranjski dekanat Đakovačke i srijemske županije.

## Zanimljivosti
Blizu Podunavlja nalazi se čuveni restoran "Kormoran".

## Šport
- Nogometni klub "Dunav" Podunavlje

## Vanjske poveznice
‎